# 倉敷市立玉島北中学校
倉敷市立玉島北中学校（くらしきしりつたましまきたちゅうがっこう）は、岡山県倉敷市玉島八島にある公立中学校。

## 概要
学校は、かつての浅口郡富田村（とみたそん）に相当する 現在の倉敷市玉島地域富田地区に所在し、同地区の倉敷市立富田小学校、及び長尾地区の倉敷市立長尾小学校を通学区域としていた生徒が通う。
以前は別の場所にあったが、校舎老朽化のため、平成8年4月に移転新築し、近代的なインテリジェントスクールとして現在地に開校した。
本校の校舎は、神戸大学教授（当時）の重村力を筆頭とする「いるか設計集団」により設計され、特徴的な形をした校舎になっている。

### 基本理念
1. いままでの慣行にとらわれない、個性的で豊かな学校
2. 生徒が喜んで学習できる質の高い学校
3. 市民の幅広い要望に応えられるモダンな学校
4. 市のイメージ・文化を継承した風格ある学校

### 授業体系
生徒が教室で待機するのではなく、生徒自身が各教科ごとに定められた教室に移動し、授業を受けるという教科教室型を取り入れている。また、教師も、休み時間に職員室に帰ることはなく、各クラスに残り、生徒と大いに交流を持つことが出来る。
各生徒の持ち物は、ホームベイと呼ばれるスペースに置かれ、そこでは生徒同士のコミュニケーションも多彩にとられる。
廊下はなく、学年フロアと言われるスペースが通路となる。またここも生徒同士や教師と生徒などの交流の場となる。

### コンピュータ設備
各学年フロアや、コンピュータルームに、約130台のパソコンが置かれ、インターネットにも接続されており、生徒は自由に利用することが出来る。生徒は各自のID・パスワードを所有している。
このネットワークは、校内のイントラネットにも接続されており、生徒が進路情報や学習情報を自由に入手することが出来る。

### 教育内容
Nタイムと呼ばれる総合学習を取り入れている。また、この総合学習でホームページコンテストなどで数々の賞を取っている。

## 校訓
- 自主・練磨・敬愛

## 部活動
- 野球部
- サッカー部
- 陸上競技部
- 柔道部
- 剣道部
- ソフトテニス部
- 卓球部
- バレーボール部
- バスケットボール部
- 吹奏楽部
- 美術部

## ギャラリー

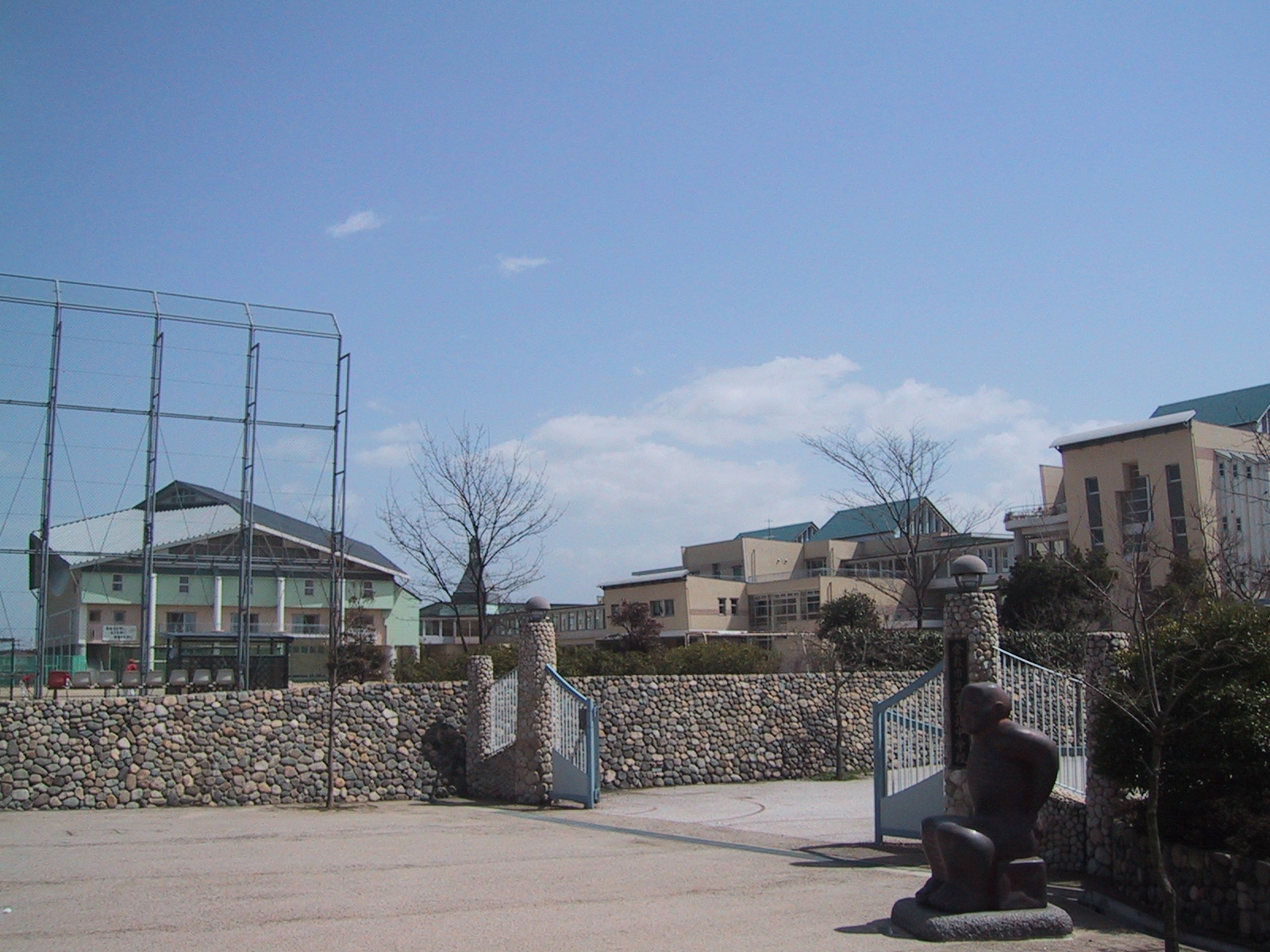
玉島北中学校正門
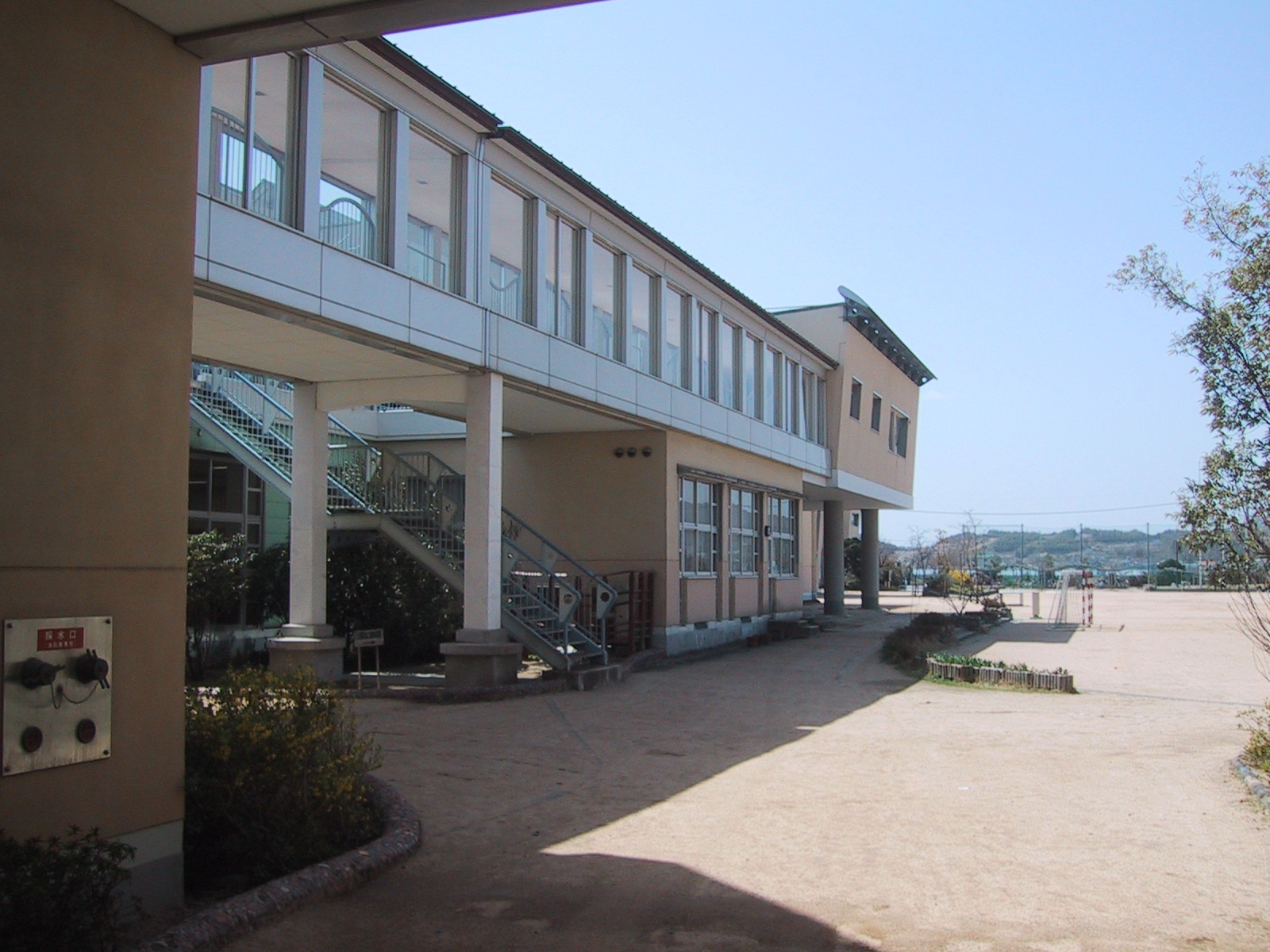
玉島北中学校体育館前
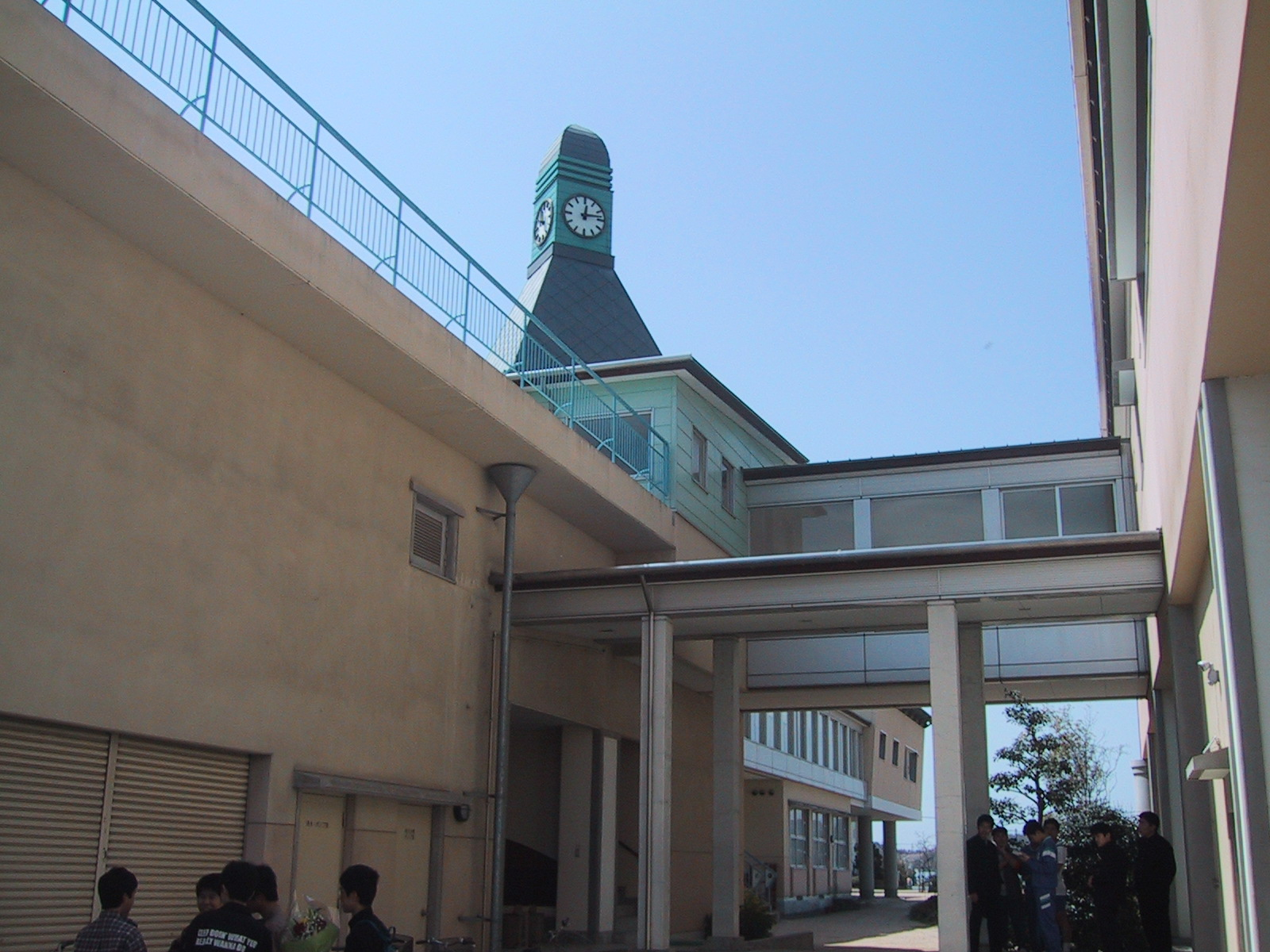
玉島北中学校時計台

## 通学区域が隣接している学校
- 倉敷市立玉島東中学校
- 倉敷市立玉島西中学校
- 倉敷市立船穂中学校
- 倉敷市立真備中学校
- 浅口市立金光中学校
- 矢掛町立矢掛中学校